# Takimoto Haruhiko
Haruhiko Takimoto (sinh ngày 20 tháng 5 năm 1997) là một cầu thủ bóng đá người Nhật Bản.

## Sự nghiệp câu lạc bộ
Haruhiko Takimoto đã từng chơi cho Kashiwa Reysol.